# Malonogometni kup Nogometnog saveza Požeško – slavonske županije 2017./18.
Malonogometni kup Nogometnog saveza Požeško – slavonske županije 2017./18. je osvojio Jakšić koji je nastavio natjecanje na regionalnoj razini u Hrvatskom malonogometnom kupu za regiju Istok.

## Rezultati

### 1. kolo
| klub1              | rez.          | klub2                            | napomene                                    |
| ------------------ | ------------- | -------------------------------- | ------------------------------------------- |
| Legacy Pavlovci    | 4:2           | Alabama Brestovac                |                                             |
| Plamen Požega      | 2:6           | Autodijelovi Tokić Požega        |                                             |
| Skenderovci        | 3:3 (7:8 p)   | Elektro dom Učilište Link Požega | Skenderovci prošli boljim izvođenjem penala |
| Color emajl Požega | 3:2           | Birtijca Šumanovci               |                                             |
| Jakšić             | 3:3 (13:12 p) | Kutjevo                          | Jakšić prošao boljim izvođenjem penala      |

### 2. kolo
| klub1                            | rez. | klub2                     | napomene           |
| -------------------------------- | ---- | ------------------------- | ------------------ |
| Color emajl Požega               | 12:2 | Legacy Pavlovci           |                    |
| Jakšić                           | 4:1  | Autodijelovi Tokić Požega |                    |
| Elektro dom Učilište Link Požega |      |                           | slobodni u 2. kolu |

### Polufinale
| klub1              | rez. | klub2                            | napomene              |
| ------------------ | ---- | -------------------------------- | --------------------- |
| Color emajl Požega | 8:2  | Elektro dom Učilište Link Požega |                       |
| Jakšić             |      |                                  | slobodni u polufinalu |

### Finale
Iako se očekivala neizvjesna i zanimljiva utakmica Jakšić je već do poluvremena došao do pokazalo se na kraju nedostižne prednosti od 4 pogotka, a tu razliku su uspješno sačuvali i u drugih 20 minuta susreta. Junak utakmice bio je napadač Jakšića Ivan Jakešević koji je postigao čak 6 pogodaka i najzaslužniji je što je njegov klub obranio naslov pobjednika županijskog kup natjecanja.
Igrači Colora su cijelo drugo poluvrijeme napadali pa je i njihov vratar Mato Vasić većinom bio na polovici Jakšića postigavši i pogodak za 2:6 ali nisu uspjeli stići prednost Jakšića koji je prijetio iz kontranapada i mirno utakmicu priveo kraju.
| klub1              | rez. | klub2  | napomene |
| ------------------ | ---- | ------ | -------- |
| Color emajl Požega | 4:7  | Jakšić |          |

POŽEGA - Požega, Sportska dvorana Tomislav Pirc, gledatelja 50, suci : Slaven Stojanović i Goran Bošnjak (Požega), delegat : Jurica Bešlić (Požega)
STRIJELCI : 0:1 Jakešević (4), 0:2 Solina (10), 0:3 Jakešević (17), 0:4 Jakešević (18), 0:5 Jakešević (21), 1:5 Pranjić (24), 1:6 Jakešević (25), 2:6 Vasić (32), 3:6 Grbeš (35), 3:7 Jakešević (37), 4:7 Solić (40- 6m).
COLOREMAJL – Mato Vasić, Josip Pavić, David Tomas, Ivan Nikolaš, Marijan Solić, Antonio Šilhan, Marko Grbeš, Emanuel Penava, Valentin Pranjić. Voditelj : Kristijan Kaprel.
JAKŠIĆ – Matko Kovačević, Ivan Jakešević, Luka Obradović, Alen Solina, Petar Jurić, Domagoj Kovačević, Željko Parobek, Dominik Stojanović. Voditelj : Dario Pažin.
ŽUTI KARTONI : Pavić (14), Grbeš (11) / D. Kovačević (19)

## Poveznice
- Nogometni savez Požeško-slavonske županije  Arhivirana inačica izvorne stranice od 11. listopada 2016. (Wayback Machine)
- Hrvatski malonogometni kup
- Hrvatski malonogometni superkup
- Malonogometni kup Nogometnog saveza Požeško-slavonske županije